# Station Utrecht Staatsspoor
Station Utrecht Staatsspoor is een voormalig station van de Staatsspoorwegen in Utrecht. Het station is geopend op 1 november 1868 en in 1874 gesloten. Het station was het beginpunt van de spoorlijn Utrecht - Boxtel (staatslijn H) en werd gebouwd vlak bij het al bestaande NRS/NCS-station, het huidige Centraal Station. Het station stond, vanuit de binnenstad gezien, achter de spoorlijn naar Arnhem, en was te bereiken door een tunneltje dat bekendstond als de "Uit en In".
Vanaf 1874 gingen de treinen van de Staatsspoorwegen gebruikmaken van het Centraal Station, en werd het SS-station gesloten. Het gebouw bleef wel in gebruik bij de Staatsspoorwegen als lijngebouw. In 1944 werd het gebouw door brand verwoest.
Daar waar het station heeft gestaan, is nog steeds zichtbaar in het landschap. Vanuit Eindhoven gezien, maken de treinen een bocht naar rechts of naar links. Dit is het punt, waar de treinen vroeger rechtsom het station Staatsspoor naar het station van de NRS/NCS gingen.
0: Utrecht Centraal ·
1: Utrecht Staatsspoor ·
2: Utrecht Vaartsche Rijn ·
4: Utrecht Lunetten ·
8: Houten ·
10: Houten Castellum ·
12: Schalkwijk ·
18: Culemborg ·
Tricht ·
26: Geldermalsen ·
31: Waardenburg ·
35: Zaltbommel ·
41: Hedel ·
48: 's-Hertogenbosch ·
52: Vught ·
56: Esch ·
60: Boxtel
Abcoude · 
Amersfoort:
-Centraal · 
-Schothorst · 
-Vathorst · 
Baarn · 
Bilthoven · 
Breukelen · 
Bunnik · 
Den Dolder · 
Driebergen-Zeist · 
Hoevelaken · 
Hollandsche Rading ·
Houten · 
-Castellum · 
Leerdam · 
Maarn · 
Maarssen · 
Rhenen · 
Soest · 
-Zuid · Soestdijk · 
Utrecht:
-Centraal · 
-Leidsche Rijn · 
-Lunetten · 
-Maliebaan · 
-Overvecht · 
-Terwijde · 
-Vaartsche Rijn · 
-Zuilen · 
Veenendaal: 
-Centrum · 
-West · 
Vleuten · 
Woerden
Voormalige stations: zie de lijst van voormalige spoorwegstations in Utrecht